# Uncharted: Fortune Hunter
Uncharted: Fortune Hunter — мобильная игра в жанре головоломка, разработанная компанией Playspree и изданная PlayStation Studios Mobile. Она была выпущена 5 мая 2016 года, это первый проект в серии для смартфонов.
Игра была выпущена без какого-либо анонса. Несмотря на то, что она является бесплатной, в ней присутствуют микротранзакции, позволяющие приобрести скины или помощь в решении головоломки.

## Игровой процесс
В Fortune Hunter Нейтан Дрейк и его напарник Виктор Салливан ищут сокровища. Салли даёт подсказки, наблюдая за тем, как Дрейк проходит через бесчисленные подземелья, решая головоломки, чтобы добраться до сокровищ.
Играя за Дрейка, игрок проводит пальцем по экрану, выбирая, каким путём герою лучше пройти. Персонажу придётся взаимодействовать с зеркалами, чтобы отражать свет, или активировать панели, тянуть и толкать блоки. По мере продвижения по уровням игрок столкнётся с различными ловушками: дротиками, пропастями и шипами. Дрейк также может использовать свой пистолет для стрельбы по объектам на большом расстоянии. В игре даётся определённое количество ходов, чтобы получить ключ, открывающий специальный сундук, в котором находятся предметы для использования как в Fortune Hunter, так и в Uncharted 4: A Thief’s End. На некоторых уровнях есть особые сокровища и мистические сферы, которые могут воскресить игрока. Они не имеют никакого применения в игре, но по мере их накопления появляется возможность открывать облики для оружия и персонажей, а также аксессуары для многопользовательского режима в Uncharted 4. Заработанные призы можно использовать, войдя в личную учётную запись PlayStation Network.

## Отзывы
| Сводный рейтинг    | Сводный рейтинг |
| Агрегатор          | Оценка          |
| ------------------ | --------------- |
| Metacritic         | 77/100          |
| Иноязычные издания |                 |
| Издание            | Оценка          |
| TouchArcade        | [ 1 ]           |
| Pocket Gamer       | [ 14 ]          |
| Stuff              | [ 15 ]          |

Игра получила благоприятные отзывы, согласно агрегатору рецензий Metacritic. Издание TouchArcade назвало Fortune Hunter «доблестной попыткой дебютного разработчика». Рецензент отметил, что «окружающая среда выглядит очень красиво, меню и интерфейс показались удивительно привлекательными». Он заключил: «Если вы поклонник Uncharted, вам обязательно нужно скачать эту игру». Среди минусов проекта журнал Stuff отметил: «Перезапуск уровней занимает слишком много времени, [а также он] не сохраняет большую часть атмосферы своего консольного прародителя». Гарри Слейтер из Pocket Gamer назвал игру «удивительно великолепной головоломкой, в которой отражено многое из того, что делает Uncharted таким хорошим».